# 深紅の恐怖
「深紅の恐怖」（しんくのきょうふ、"The Crimson Horror"）は、イギリスのSFドラマ『ドクター・フー』の第7シリーズ第11話。脚本はマーク・ゲイティス、監督はサウル・メッツスタインが担当した。2013年5月4日に BBC One で初放送された。
前半ではヴィクトリア朝時代の探偵マダム・ヴァストラ（演：ネーヴ・マッキントッシュ）と妻ジェニー・フリント（演：カトリン・スチュワート）、執事ストラックス（演：ダン・スターキー）が1893年のヨークシャーで行方不明となった友人11代目ドクターを捜索し救出しようとする。後半ではチームにドクターと彼のコンパニオンであるクララ・オズワルド（演：ジェナ・ルイーズ・コールマン）が加わり、科学者兼技師のギリフラワー夫人（演：ダイアナ・リグ）の人類一掃・選別計画の阻止に動く。
視聴者数は647万人に達し、批評家のレビューは一般に肯定的であった。本作は2005年に新シリーズが始動してから100番目のエピソードでもある。

## 連続性
ドクターがヨークシャーに到着した際、彼はクララに「一度なんかうるさいオーストラリア人を送るのに苦労したよ。近くの空港にね」と述べているが、これは主に5代目ドクターのコンパニオンであったティーガン・ジョヴァンカを彼が Four to Doomsday から Time-Flight（共に1982年）までかけてヒースロー空港に送り届けようとしていたことを指している。また、ドクターがクララに告げている "Brave heart, Clara"というフレーズはティーガンと話す際に彼がよく使用していたものである。
回想シーンでドクターは、死者の網膜には生前最期に見た物が焼き付いているという古代ローマの迷信を説明した。これは4代目ドクターが「宇宙の箱舟」（1975年）で死亡したワーンの網膜に自身の精神を繋ぐ前に宇宙ステーションナーヴァの乗組員に告げたものと同様である。
クララが家庭教師を担当している家に到着した際、子どもたちは1974年（「井戸の魔女」）や1983年（「冷戦」）の写真をクララがタイムトラベラーである根拠として提示した。彼らが持っていた写真には1892年のクララ・オズウィン・オズワルドとモンタギュー夫人の写真（「スノーメン」）もあったが、クララはその写真の時代の出来事を全く把握していなかった。

## 製作
「深紅の恐怖」ではヴァストラとジェニーとストラックスが「スノーメン」から再登場した。エグゼクティブ・プロデューサーのスティーヴン・モファットは物語が彼ら視点になることをラジオ・タイムズに伝え、三人が偶然にもドクターの通った調査経路を辿ることに触れた。モファットは三人組の視点からエピソードを書くことを計画していたが、自身には書けないであろうことに気付き、友人であるマーク・ゲイティスに声をかけた。
本作はダイアナ・リグとその娘レイツェル・スターリングのために特別に執筆された。両者が同じ画面で共演するのは本作が初めてであった。ゲイティスはスターリングと共演したことがあった。スターリングはリグと共に姿を見せたことがないことに触れ、それを受けてゲイティスは設定を工夫し、2人に『ドクター・フー』のエピソードへの出演を打診した。スターリングは台本について面白くて独創的だと述べ、ついに時が来たと感じたと語った。ゲイティスはリグがドンカスター訛りを初めて使える北部を舞台とする『ドクター・フー』のエピソードを執筆したかったと主張した。
撮影は2012年7月2日の週に始まり、ロケ地はケアフィリのビュート・タウンとトニーレフェイルが選ばれた。

## 放送と反応
「深紅の恐怖」はイギリスでは2013年5月4日に BBC One で初放送され、当夜の視聴者数は461万人であった。最終合計人数は647万人で、第7シリーズでは最低視聴者数を記録した。Appreciation Index は85であった。
日本では放送されていないが、2013年11月23日から『ドクター・フー』の第5シリーズから第7シリーズにかけての独占配信がHuluで順次開始され、「深紅の恐怖」は2014年に配信が開始された。

### 批評家の反応
「深紅の恐怖」の批評家のレビューは一般に肯定的であった。デイリー・テレグラフのベン・ローレンスは本作に星5つを与え、アイディアが次々に詰め込まれているが、キビキビとした素晴らしいテンポが維持されていて、かつ素晴らしく満足できる物語を提供してくれていると評価した。彼はドクターとクララが15分間物語に登場しなかったことを称賛した。ガーディアン誌のダン・マーティンはジャンルと形式に肯定的であり、『ドクター・フー』が常にそうあって欲しいほど狂気に満ちて怖ろしいと述べた。インデペンデント紙のニーラ・デブナスは本作のプロットが壮大なスケールに合う素晴らしいものだったと綴った。
ラジオ・タイムズのパトリック・マルケーンは適切なミステリーや論理的なプロットおよび収容施設を高評価し、特に死の舞踏に着目した。彼は本作に少量以上の『おしゃれ(秘)探偵』の要素が含まれているとも指摘した。IGNのマーク・スノーは10点満点中8.7点と評価し、第7シリーズ後半で暫定的に最高のエピソードであると述べた。彼はユーモアやスタイルを称賛し、劇中の驚異が不気味に迫り来るものではなかったことと第7シリーズ後半のエピソードほど壮大でもなかったことを指摘しつつ、そのぶん1エピソードに収まるものであったと論評した。SFXのニック・セッチフィールドは本作に星4つを付けてパロディに富んでいることに触れた。彼はリグを絶賛し、スターリングも傑出した演技をしていたと評価した。デジタル・スパイのモーガン・ジェフェリーは否定的であり、星2つ半だけを付けた。彼は本作がシリーズの穴を埋めるための作品であるように感じられ、またリグのキャラクターが大袈裟に喋る皺の入った老婆として描写されている台本を批判した。しかし、彼はスターリングのキャラクターによって与えられる情緒的な深さと演出を称賛した。
Doctor Who Magazine でグラハム・キブル＝ホワイトは肯定的なレビューをした。彼は本作について「非常に素晴らしい」「名前を含め全ての要素が本物の輝きを放っている、非常によく練られた物語だ」とコメントした。また、ギリフラワー夫人については徹底した悪役だと評価し、ドクターが全編の三分の一に登場しないことを大胆だと高評価した。さらに、ドクター不在で物語を進行させたヴァストラ、ジェニー、ストラックスも称賛した。なお彼は本作に対する不満も述べており、"トリプル脳味噌スプリッター"のようなものに言及し続けることに不快感を抱き、現代でアーティとアンジーが登場する場面については興覚めであるという旨の主張をした。

## 書籍化
Target Collection の一部として、2021年3月11日にペーパーバックとデジタルフォーマットでの小説版発売が予定されている。執筆は脚本家マーク・ゲイティスが担当する。